# 茶色の小瓶

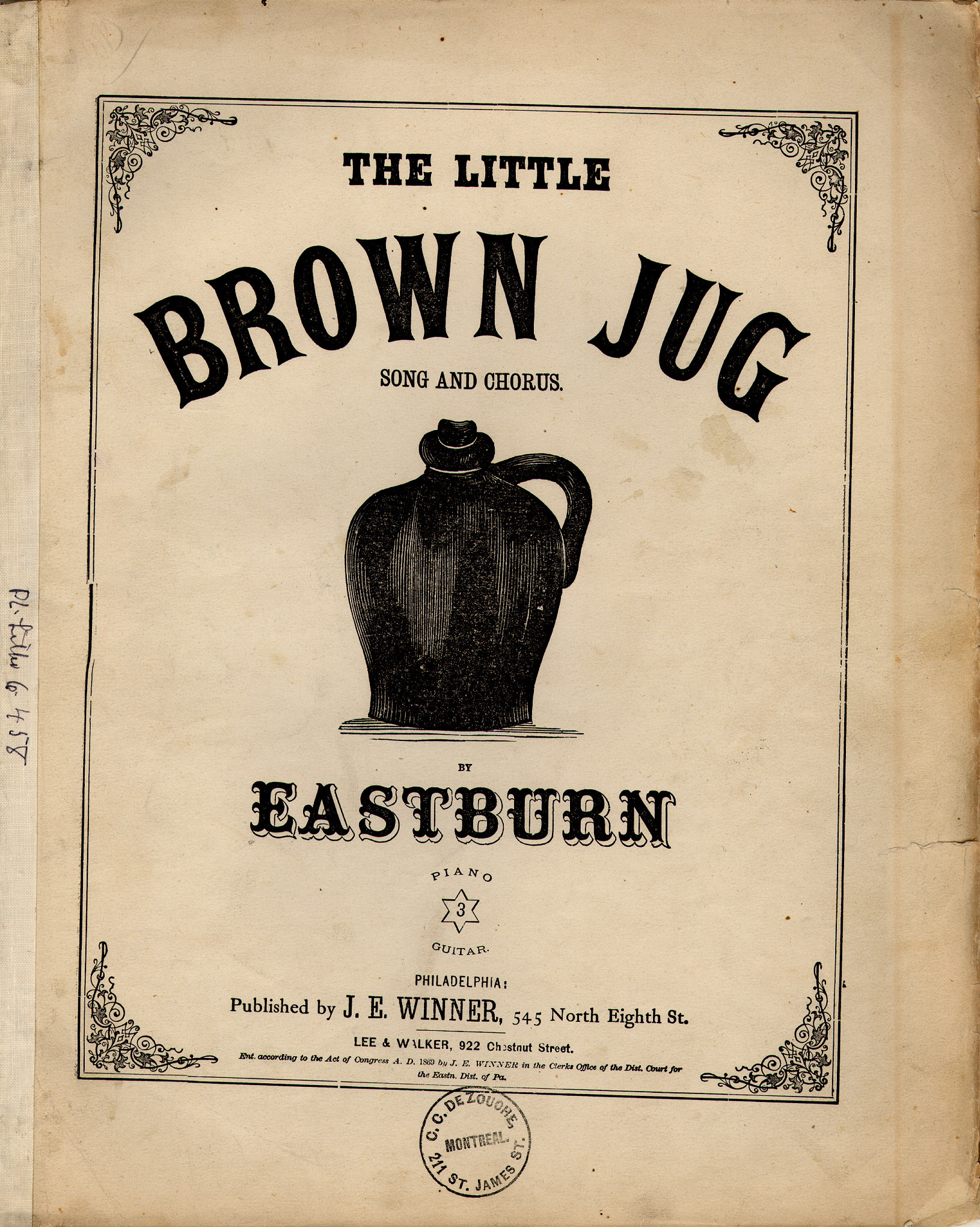
オリジナルの楽譜表紙（1869年）

茶色の小瓶（ちゃいろのこびん 英語: Little Brown Jug）は、アメリカ合衆国・フィラデルフィア出身の音楽家、ジョセフ・ウィナー（Joseph Winner、1837年 - 1918年）が自身のミドルネームであるイーストバーン (Eastburn) の名で1869年に発表した楽曲。
当初は酒席の歌として歌われたもので、題名も酒瓶を意味する。禁酒法の時代には酒の登場する他の楽曲同様、新たな人気を獲得した。1939年、グレン・ミラーがスウィング・ジャズのアレンジを加えインストゥルメンタルとして演奏したものが大成功をおさめた。アメリカのビッグバンド時代にも人気を博し、以降ジャズのスタンダード・ナンバーとして知られるようになった。
フェイマス・スタジオによる『スクリーン・ソングズ』シリーズのアニメーションでも同曲が取り上げられたが（1948年）、ビーバーの作ったリンゴ酒が川に流れ出して、それを飲んだ動物たちが次々に酔っ払ってしまうという内容になっている。
日本では童謡として知られ、小学校の音楽の教科書などにも載っている。数種類の歌詞があるが、お酒の歌ではなくなっている。
キリン・新一番搾りのテレビ・コマーシャルではグレン・ミラー版を元に歌詞を加えて使用している。